# Obustronna przednia cingulotomia
Obustronna przednia cingulotomia to procedura ablacyjna psychochirurgicznego leczenia zaburzeń afektywnych (m.in. zespołu depresyjnego i zaburzeń obsesyjno-kompulsyjnych oraz zaburzeń afektywnych dwubiegunowych) nie poddających się standardowemu leczeniu: psychoterapii, terapii elektrowstrząsowej czy leczeniu farmakologicznemu. Jest też paliatywną metodą leczenia bólu nowotworowego. Polega na stereotaktycznym uszkodzeniu każdego z dwóch zakrętów obręczy w środkowej części, nad stropami komór bocznych, w kilku miejscach przy użyciu termoelektrody. 

## Metoda
Obecnie procedurę cingulotomii wykonuje się stereotaktycznie przy użyciu naprowadzenia MRI. Współrzędne celu w zakręcie obręczy lokalizuje się 7 mm od linii środkowej i 20–25 mm do tyłu od szczytu rogu czołowego. Zazwyczaj ocenia się śródoperacyjnie odpowiedź motoryczną i czuciową.

## Powikłania
Najczęstszymi powikłaniami cingulotomii są:
- przejściowe zatrzymanie moczu (12%)
- przejściowe ubytki pamięci (5%)
- napady drgawkowe (2%)
- apatia, obniżenie napędu (2%)
- samobójstwo (2%)
- śmierć (0,2%)[3].